# ریکاردو گاگلیولو
ریکاردو گاگلیولو (انگلیسی: Riccardo Gagliolo؛ زادهٔ ۲۸ آوریل ۱۹۹۰) بازیکن فوتبال اهل ایتالیا است.
از باشگاه‌هایی که در آن بازی کرده‌است می‌توان به باشگاه فوتبال کارپی و باشگاه فوتبال پارما اشاره کرد.
وی همچنین در تیم ملی فوتبال سوئد بازی کرده‌است.